# Demetrio di Napoli
Demetrio (VI secolo – Napoli, ...) è stato un vescovo italiano, vescovo di Napoli verso la fine del VI secolo.

## Biografia
Secondo le Gesta episcoporum Neapolitanorum e il Catalogus episcoporum Neapolitanorum, Demetrio è stato il 25º vescovo di Napoli, successore di Reduce e predecessore di Fortunato II, e governò la sua Chiesa per 3 o 4 anni, verso la fine del VI secolo. Si ritiene che dopo la morte di Reduce, la diocesi napoletana sia rimasta vacante per alcuni anni.
Demetrio è storicamente documentato nell'epistolario di papa Gregorio I. Nel dicembre 590 fu incaricato dal pontefice di riportare all'ortodossia alcuni fedeli napoletani che erano caduti nello scisma, probabilmente aderenti allo scisma tricapitolino.
Nel corso del 591 il papa depose Demetrio, "perverso dottore e indegno pastore", per gravi crimini commessi e nel mese di settembre di quell'anno scrisse al clero e al popolo di Napoli invitandoli a eleggere un nuovo vescovo.
Non si conosce altro di questo vescovo napoletano. La diocesi rimase vacante per un certo periodo, durante il quale Gregorio Magno ne affidò l'amministrazione a Paolo, vescovo di Nepi, fino a maggio 593. In questo periodo i napoletani elessero due vescovi, lo stesso Paolo di Nepi e il diacono Fiorenzo, che tuttavia non furono accettati dal papa.